# Église Saint-Pierre des Génovéfains de Châtillon-sur-Seine
Pour les articles homonymes, voir Église Saint-Pierre.
L'église Saint-Pierre des Génovéfains est une église catholique de style roman située à Châtillon-sur-Seine, en France.

## Localisation
L'église est située dans le département français de la Côte-d'Or, sur la commune de Châtillon-sur-Seine.

## Historique
L'église Saint-Pierre des Génovéfains est construite entre 1132 et 1206 comme abbatiale de l'abbaye Notre-Dame de Châtillon fondée en 1140 par des chanoines de l'église Saint-Vorles à l'instigation de Saint-Bernard. Au cours des conflits qui opposent Charles le Téméraire et Louis XI puis des guerres de religion en 1594 l'abbaye est partiellement détruite et seule l'église subsiste.
En 1635, l'abbaye adopte la réforme de Sainte-Geneviève. Le bâtiment conventuel qui abrite aujourd'hui le musée est reconstruit : salle capitulaire, réfectoire, cuisine, dortoir, chauffoir, bibliothèque, oratoire et chambres. Vers 1662, construction du porche de l'église qui est remanié en 1727 par l'adjonction d'un portail Louis XV.
L'abbaye est acquise le 25 thermidor an V par l'hôpital Saint-Pierre dont le transfert le 26 juillet 1806 entraîne des remaniements : destruction du chœur à chevet plat et de ses chapelles latérales, transformation du transept et de la 7e travée de la nef et des bas-côtés en salles pour les malades.
En 1825, l'architecte châtillonnais Tridon construit le clocher actuel. L'ancien clocher, détruit en 1807, s'élevait au-dessus de la croisée du transept. L'église est à nouveau réaffectée au culte. Le chœur et la sacristie actuels sont réaménagés et la nouvelle église est consacrée le 6 août 1835 dédiée à saint Pierre. L'église Saint-Pierre reste la chapelle de l'Hôpital jusqu'au transfert de celui-ci dans ses bâtiments neufs.

## Description

### Architecture
L'église abbatiale d'origine est de style roman massif à trois nefs.

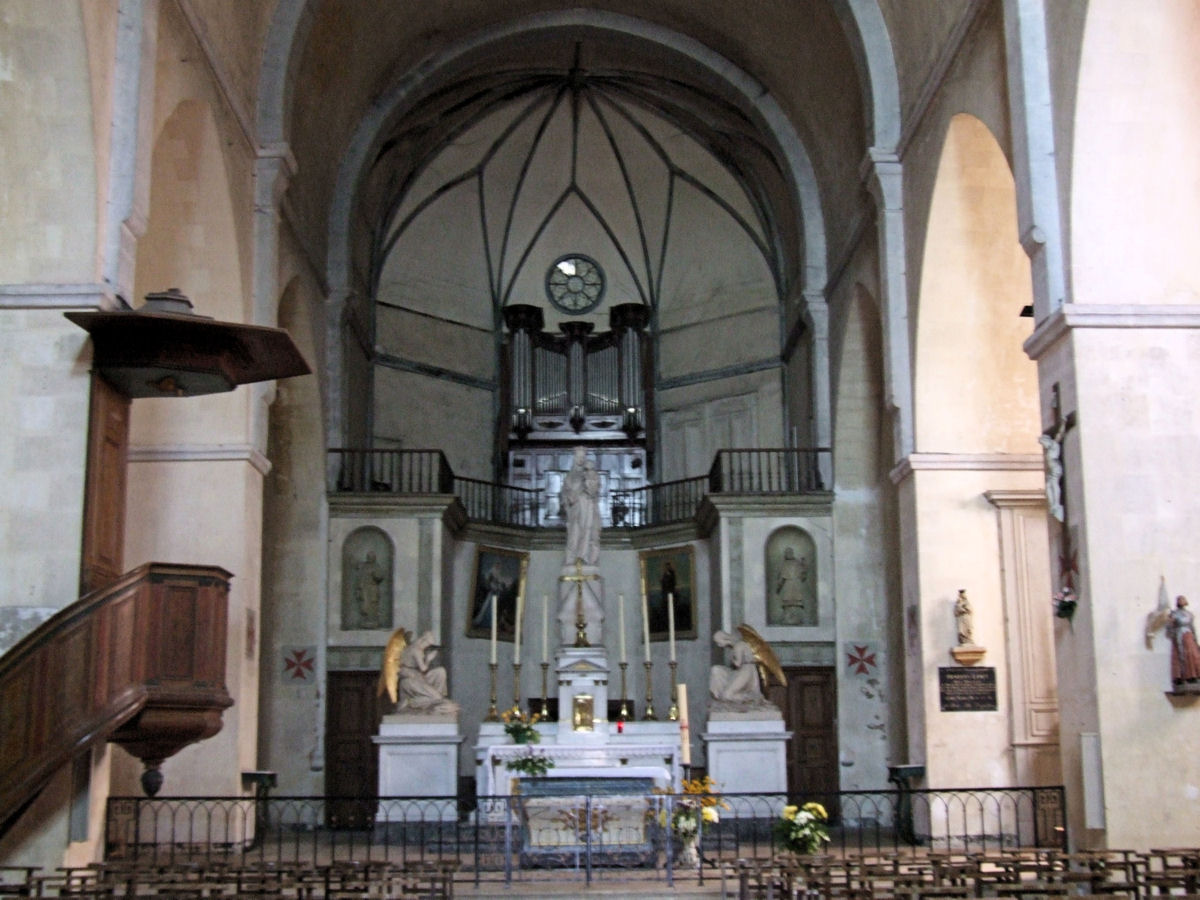
Le sanctuaire.
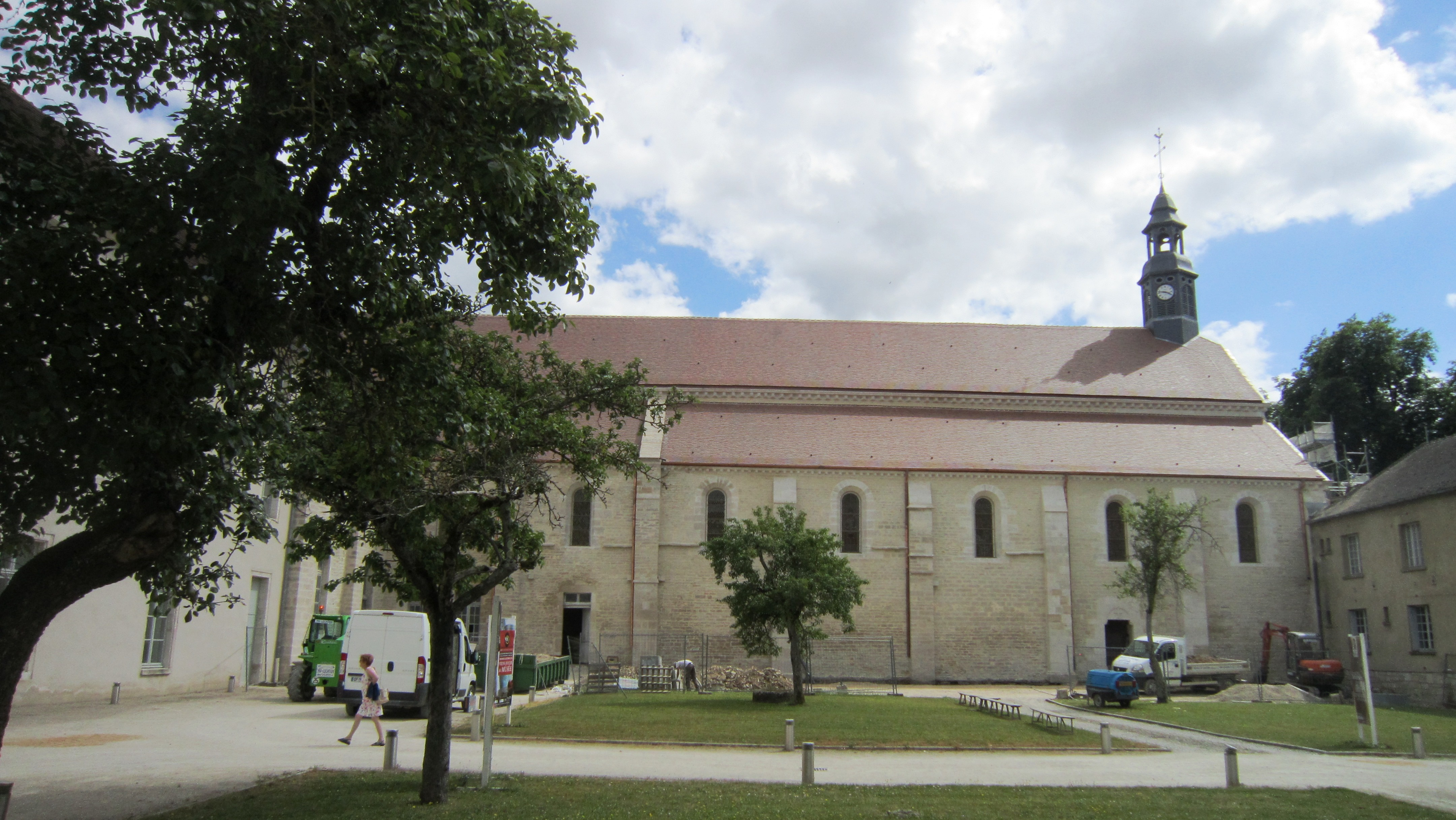
Façade nord.
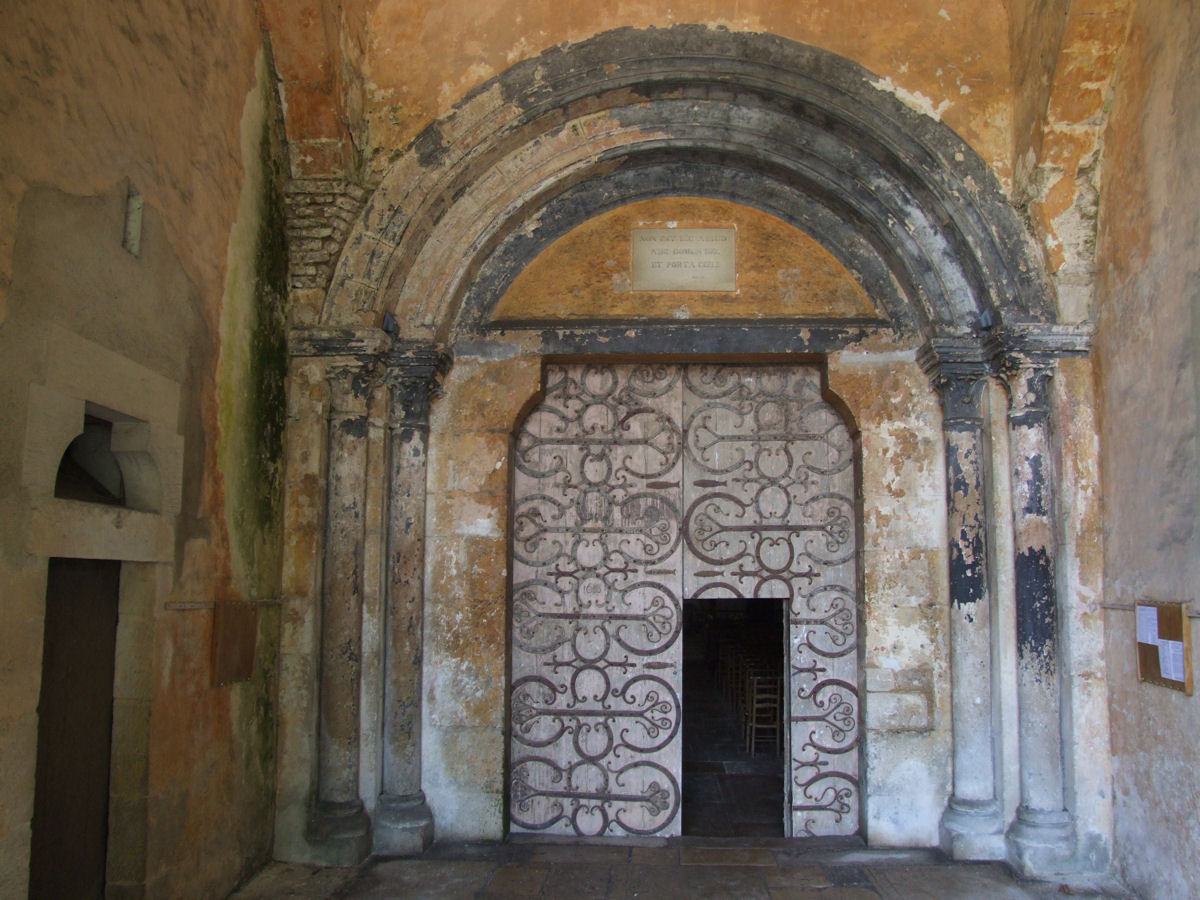
Le portail.

### Mobilier
Riche mobilier classé à l'Inventaire général du patrimoine culturel dont :
- le mobilier liturgique : autel, tabernacle, ostensoir, fonts baptismaux ;
- la porte datée de 1618 ornée de ferrures où nagent des poissons, emblème des premiers chrétiens ;
- trente et une dalles funéraires ;
- six tableaux du XVIIIe siècle et XIXe siècle[2].

## Protection
L'église Saint-Pierre des Génovéfains est classée monument historique en 1930.